# Lura (cantante)
Maria de Lurdes Pina Assunção, conocida artísticamente como Lura, de origen caboverdiano pero nacida en Lisboa, Portugal (1975), es una famosa cantante de Cabo Verde, que interpreta música tradicional de Cabo Verde: Morna, funaná y batuque, con influencia africana y de la música contemporánea occidental.
Su desempeño en el medio artístico comenzó tempranamente con participaciones en proyectos teatrales y corales. Su carrera como cantora despegó en 1996, a los 21 años, cuando grabó su primer álbum, cuya canción con el título Nha Vida (mi vida) fue un éxito inmediato.
- Nha Vida (1996)
- In Love (2002)
- Di Korpu Ku Alma (2005)
- M'bem di fora (2006)
- Eclipse (2009)
- Best Of (Lusafrica, 2010)
- Herança (2015)